# Верхоленск
Верхоле́нск — село в Качугском районе Иркутской области, административный центр Верхоленского муниципального образования.

## География
Село расположено на правом берегу реки Лена, напротив устья реки Куленга, в 32 км к северо-западу от районного центра — посёлка Качуг.

## История
В 1641 году пятидесятником Мартыном Васильевым на этом месте, за две недели, был построен Верхоленский острог. 
В 1642 году пятидесятник Курбат Иванов перенёс острог выше по течению Лены, к устью реки Куленги.
3 июля 1718 года была построена и освящена Богоявленская церковь, памятник архитектуры русского деревянного зодчества.  С 1925 года она находилась под государственной охраной, но до наших дней не уцелела.
В 1816 году Верхоленск был обращён в слободу. 
В 1857 году получил статус уездного города Иркутской губернии.
В 1924 году утратил статус уездного центра, в 1925 году был преобразован в село.

## Население
| 1897 | 2002 | 2010 | 2011 | 2012 |
| ---- | ---- | ---- | ---- | ---- |
| 1354 | ↘645 | ↘537 | ↘534 | ↗543 |

## Достопримечальности

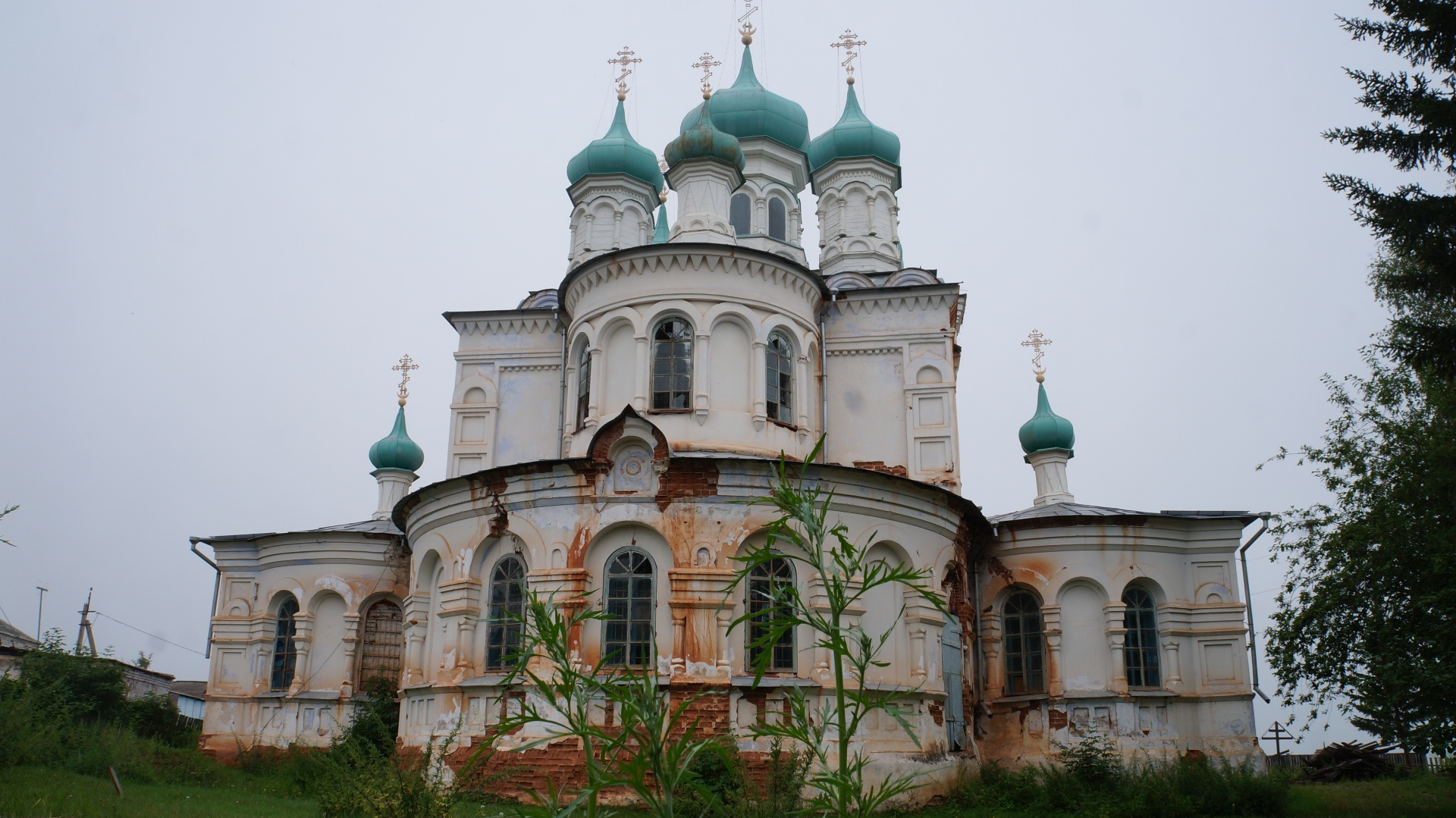
Воскресенский собор до реставрации.

- Воскресенский собор расположен в самом центре села, он был построен и освящён в 1907 году. В 2020 году храм получил статус объекта регионального значения культурного наследия Иркутской области[7]. В храме ведутся реставрационные работы, которые планируется завершить к концу 2024 года[8].

## Известные уроженцы и жители
В Верхоленске отбывал ссылку Лев Троцкий.
Весной 1902 года по пути в ссылку в город Вилюйск в Верхоленскe находился Феликс Эдмундович Дзержинский, который совершил удачный побег вместе с Михаилом Сладкопевцевым.